# Johnny Monell
Johnny Monell (né le 27 mars 1986 dans le Bronx, à New York aux États-Unis) est un receveur de baseball sous contrat avec les Mets de New York de la MLB.

## Carrière
Johnny Monell est repêché à trois reprises alors qu'il joue au collège : par les Giants de San Francisco au 27e tour de sélection en 2005, par les Mets de New York en 49e ronde en 2006, puis par les Giants à nouveau, cette fois au 30e tour de la séance du repêchage des joueurs amateurs en 2007. À cette dernière occasion, il signe un contrat avec les Giants. Après 7 saisons en ligues mineures, c'est avec cette équipe que le receveur fait ses débuts dans le baseball majeur le 5 septembre 2013. Monell dispute 8 matchs avec San Francisco en fin d'année. Il réussit le 14 septembre 2013 son premier coup sûr au plus haut niveau, contre le lanceur Peter Moylan des Dodgers de Los Angeles.
Le 30 novembre 2013, les Giants transfèrent Monell aux Orioles de Baltimore. Il ne joue pas pour les Orioles, qui le transfèrent aux Dodgers de Los Angeles le 28 mai 2014. Il joue la saison 2014 dans les ligues mineures avec des clubs affiliés aux Orioles et aux Dodgers.
Monell apparaît dans 27 matchs des Mets de New York en 2015.